# Esteri naturali
Con il termine esteri naturali si indicano basi lubrificanti estratte e prodotte a partire da semi oleosi o da altre fonti rinnovabili di origine naturale.

## Caratteristiche
Queste basi, come detto, hanno provenienza completamente naturale e, se da una parte offrono l'innegabile vantaggio di rappresentare un'alternativa ecologica ai comuni prodotti a base di derivati del petrolio, dall'altra presentano svantaggi legati alla loro particolare struttura molecolare; tali difetti sono da ascriversi principalmente alla presenza di doppi legami C=C nelle loro catene molecolari.
A titolo esemplificativo e per introdurre gli aspetti pratici che questi minus comportano durante l'utilizzo degli esteri naturali nell'ambito della lubrificazione meccanica, prendiamo come esempio l'olio di colza, tra i più comunemente utilizzati. Nella tipologia a basso tenore di acido erucico (tossico), sono presenti gli esteri dei seguenti acidi grassi contenenti doppi legami carbonio–carbonio:
- Acido oleico circa 60%  (1 doppio legame)
- Acido linoleico circa 22% (2 doppi legami)
- Acido linolenico circa 10% (3 doppi legami)

Questa presenza così accentuata di catene carboniose con doppi legami C=C rende l'estere naturale un prodotto fortemente attaccabile da fattori facilmente riscontrabili nelle lavorazioni meccaniche quali elevate temperature, aria, luce, sfrido metallico.
Tali fattori intervengono sul doppio legame, rompendolo e causando la successiva polimerizzazione delle catene così danneggiate. Ai fini pratici questo fenomeno si traduce nella formazione di lacche e morchie, visibili ad occhio nudo e fortemente dannose per le macchine e gl'impianti e nella formazione di sottoprodotti potenzialmente dannosi per la salute (p.e. aldeidi).

## Uso
La scarsa stabilità delle basi estere vegetale al calore ne ha fortemente rallentato l'utilizzo come base esclusiva nella formulazione di lubrificanti e lubrorefrigeranti. Vi è infatti da notare come i benefici che verrebbero introdotti (profilo igienico sanitario nettamente migliore rispetto ai prodotti a base petrolifera, utilizzo di una base rinnovabile a scapito di una ad esaurimento) sarebbero vanificati dai disagi che un prodotto scarsamente resistente al calore, quindi ossidabile, andrebbe a creare: difficoltà nel lavaggio di pezzi meccanici, cinematismi delle macchine danneggiati dalle lacche di polimerizzazione, formazione di odori sgradevoli nell'ambiente di lavoro (odore di “rancido”).
Un modesto utilizzo degli esteri vegetali resiste ancora come additivo e non come base principale nei fluidi lubrorefrigeranti, così da sfruttarne le buone capacità lubrificanti adoperandone un modesto quantitativo in modo da non pregiudicare il buono stato di salute dei prodotti lubrificanti nel tempo.
Spesso vengono anche utilizzati in abbinamento con esteri sintetici di modo da abbassarne il prezzo finale.